# Kaplica w Tyrze
Kaplica w Tyrze – kaplica cmentarna i kostnica, znajdująca się na cmentarzu w miejscowości Tyra.

## Opis
Kaplica została wybudowana w roku 1925 z inicjatywy ówczesnego wójta Jana Luksa. 
W wieży zainstalowano dzwon odlany w 1920 roku, a maszynę zegarową wyprodukowaną w Neustadt w 1925 roku. Zegar bije co pół godziny wyznaczając upływ czasu, a kolejny raz, by uczcić pamięć zmarłych.

## "Skarb w Tyrze"
Robotnicy, którzy pracowali nad rekonstrukcją dzwonnicy w Tyrze (w 2017 r.), odkryli blaszaną skrzynkę. Została otwarta następnego dnia w obecności historyków z Muzeum Ziemi Cieszyńskiej. Ze schowka wyjęto ówczesną europejską walutę, dwie fotografie polskiej szkoły w Tyrze i fotografię uczniów polskiej szkoły z nauczycielem, wykonaną w roku szkolnym 1955/56, listę pamiątkową z roku 1925 oraz kilka innych dokumentów. Skarb zawierał 24 banknotów i 9 monet, w tym najstarszy austro-węgierski gulden z 1861 r., marki polskie i Rzeszy czy też waluty cieszyńskiego plebiscytu. W pudełku znalazła się również koperta z inną walutą i dokumentami z 1960 roku, kiedy remontowano kaplicę w Tyrze.

## Galeria

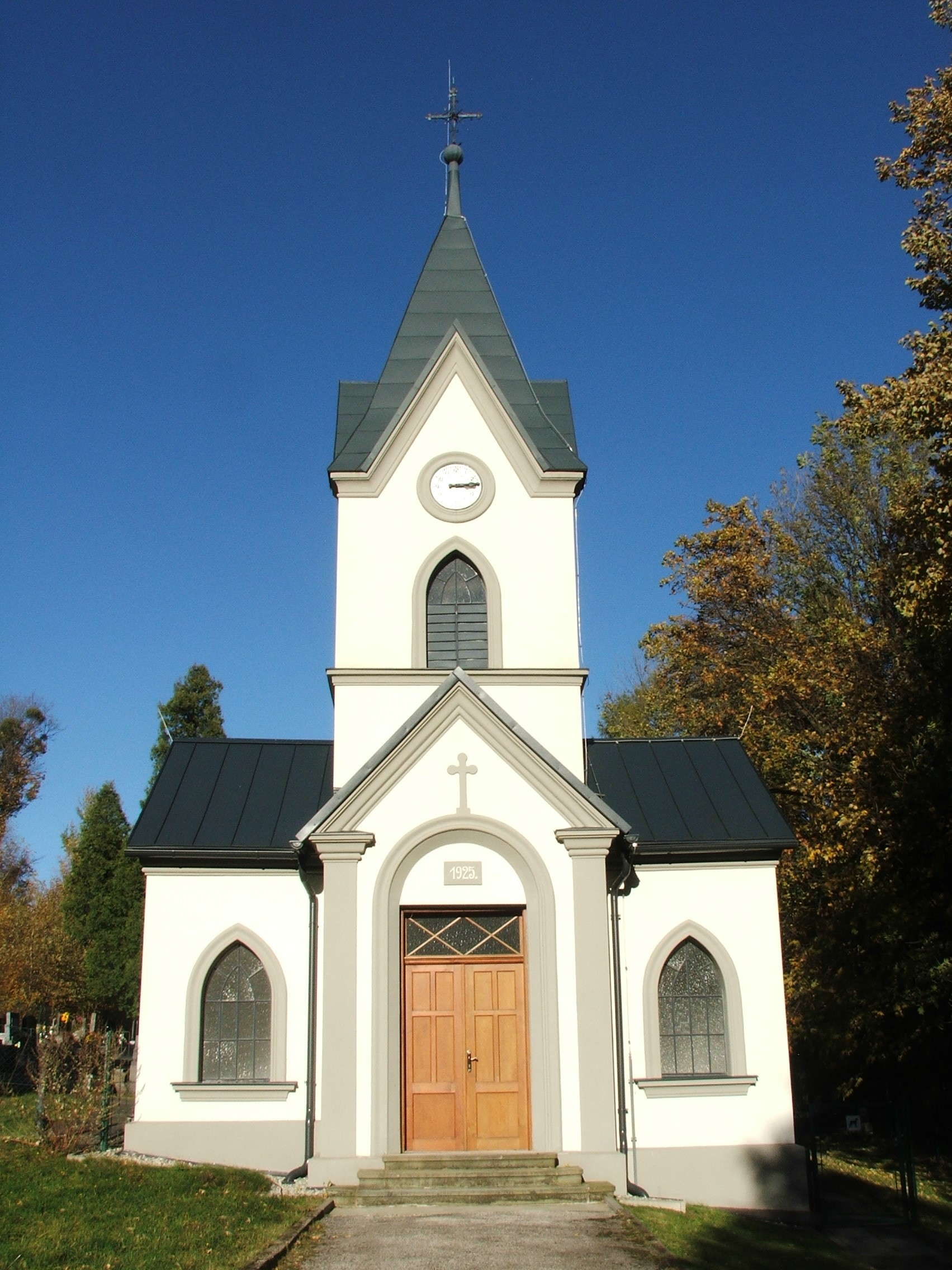
Kaplica w Tyrze z frontu
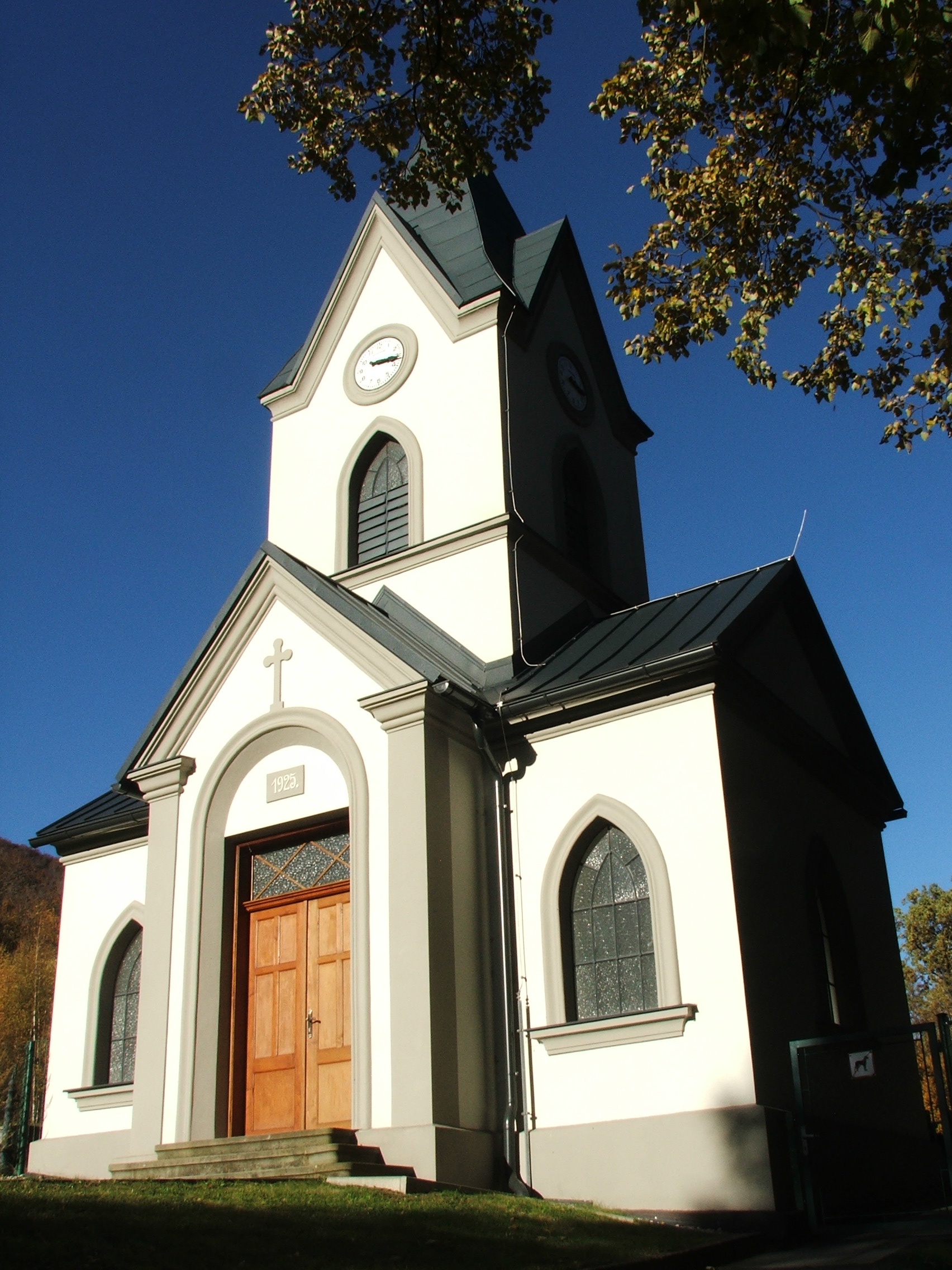
Kaplica w Tyrze z boku
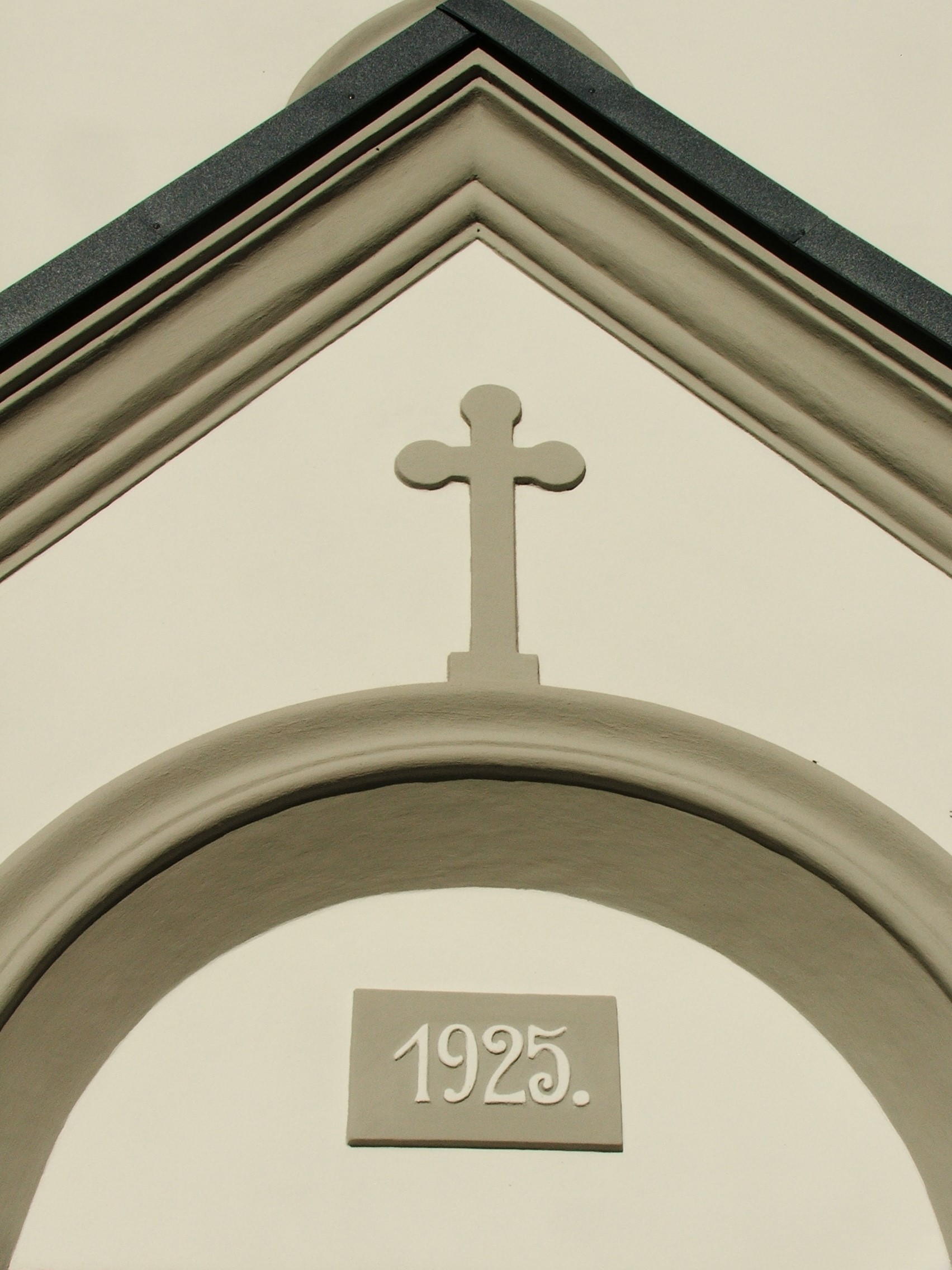
Krzyż i rok budowy na kaplicy w Tyrze